# Lambangkuning
Lambangkuning is een bestuurslaag in het regentschap Probolinggo van de provincie Oost-Java, Indonesië. Lambangkuning telt 2175 inwoners (volkstelling 2010).